# Brložnik
Brložnik (cyr. Брложник) – wieś w Bośni i Hercegowinie, w Republice Serbskiej, w gminie Han Pijesak. W 2013 roku liczyła 25 mieszkańców.